# الكسندر نيكولايفيتش بتروف
الكسندر نيكولايفيتش بتروف (20 يناير 1990 - ) هو لاعب كرة قدم روسي في مركز الوسط. لعب مع زينيت سانت بطرسبرغ ونادي تاغانروغ ‏ وFC Rus Saint Petersburg ‏ وFC Metallurg-Oskol Stary Oskol ‏ ونادي خيمكي.

## وصلات خارجية
- الكسندر نيكولايفيتش بتروف على موقع Soccerway.com (الإنجليزية)